# South Point (Ohio)
Pour les articles homonymes, voir South Point.
South Point est un village américain situé dans le comté de Lawrence, dans l'Ohio. Selon le recensement de 2010, sa population est de 3 958 habitants.

## Histoire
Le village de South Point a été fondé à l'été 1798 par William « Ranger » Davidson. Davidson a reçu la terre pour son service pendant la guerre d'indépendance. Il tire son nom du fait qu'il est situé à l'extrémité sud de l'Ohio. Cinquante-huit habitants de la région de South Point ont signé une pétition de constitution en société en 1887.